# Кологривка
Кологривка (рос. Кологривка) — присілок в Краснобаковському районі Нижньогородської області Російської Федерації.
Населення становить 15 осіб. Входить до складу муніципального утворення робітниче селище Ветлузький.

## Історія
Від 2009 року входить до складу муніципального утворення робітниче селище Ветлузький.

## Населення
| 2002 | 2010 |
| ---- | ---- |
| 28   | ↘15  |